# Tiberio Sempronio Graco (cónsul 215 a. C.)
Tiberio Sempronio Graco  (m. 212 a. C.) fue un político y militar romano de finales del siglo III a. C. perteneciente a la gens Sempronia.

## Magister equitum
En el año 216 a. C. fue edil curul, y poco después de la batalla de Cannas, fue nombrado magister equitum del dictador, M. Junio Pera, que tuvo que formar un nuevo ejército para enfrentar a Aníbal. 
Mientras se encontraba en el campamento romano cerca de Casilino, y el dictador estaba obligado a regresar a Roma, a Graco se le confió el mando del ejército, pero bajo el mandato del dictador de abstenerse de entrar en combate con el enemigo, aunque se le presentaran oportunidades favorables, y a pesar de que los habitantes de Casilino, que estaban sitiados por Aníbal, sufrieran hambre. 
Como no había otra manera de aliviar a los sitiados sin luchar contra el enemigo, Graco logró, en tres noches sucesivas hacer descender por el Volturno, el río que cruza la ciudad, toneles llenos de provisiones, que fueron recogidos con entusiasmo por los habitantes. 
Pero a la cuarta noche, los barriles fueron llevados a tierra por el viento y las olas, y por lo tanto descubiertos por el enemigo, que aumentando la vigilancia, impidió la introducción de más suministros en Casilino. El hambre en la ciudad aumentó hasta tal punto, que el pueblo y la guarnición, que consistía principalmente en prenestinos, comenzaron a alimentarse con cuero, ratones y cualquier hierba que pudieran conseguir, hasta que al final se rindieron. 
A la guarnición se le permitió salir con la condición de pagar una determinada cantidad por cada hombre. De los 570 hombres, más de la mitad habían muerto en la hambruna, y el resto, junto con su comandante, M. Anicio, fueron a Preneste, en donde posteriormente se erigió una estatua en honor a Anicio, con una inscripción que relataba los sufrimientos de los sitiados en Casilino. Poco después de estos hechos, Graco acompañó al dictador a Roma, para informarle sobre el estado de las cosas y de las medidas a adoptar en el futuro.

## Primer consulado
El dictador se mostró muy satisfecho con el comportamiento de Graco y lo recomendó para el consulado, al cual fue elegido en consecuencia para el año 215 a. C., con L. Postumio Albino. Era la época de uno de los más grandes desastres de Roma, pero Graco no perdió su coraje e inspiró al Senado confianza, dirigiendo su atención hacia los puntos donde más se necesitaba. 
Tomó el mando de los voluntarios y aliados, marchando a través del río Volturno, y plantando su campamento en el barrio de Liternum. Había entrenado y disciplinado a sus tropas y las preparó para enfrentarse al enemigo. Al oír que los campanos estaban a punto de celebrar una gran reunión en Hamae, marchó hacia Cumas donde acamparon y desde donde hizo un ataque inesperado sobre la asamblea de los campanos. Estos fueron derrotados rápidamente y 2.000 de ellos, con su comandante, Marius Alfius, cayeron en el enfrentamiento. 
Después de tomar posesión de su campamento, Graco rápidamente regresó a Cumas, donde Aníbal estaba acampado a no mucha distancia. Este último, al enterarse de lo que sucedía en Hamae, se apresuró a ir allí, pero llegó demasiado tarde, y sólo encontró los cuerpos de los muertos, con lo cual también regresó a su campamento sobre el Tifata, pero inmediatamente después puso sitio a Cumas, ya que Aníbal estaba ansioso de obtener la posesión de una ciudad marítima. 
De esta manera Graco fue sitiado por Aníbal y como no podía confiar plenamente en sus tropas se vio obligado a esperar la ayuda de los aliados romanos. Realizó una salida para intentar levantar el sitio, la salida fue un éxito ya que los cartagineses, siendo tomados por sorpresa, perdieron un gran número de hombres, y antes de que pudieran reaccionar, Graco ordenó a sus tropas retirarse dentro de los muros de Cumas. Aníbal esperaba una batalla regular pero, como Graco se mantuvo dentro de la ciudad, finalmente levantó el asedio y volvió a Tifata. Poco después Graco marchó con sus tropas de Cumas a Luceria en Apulia.

## Graco, procónsul
Para el año 214 a. C. su imperium se prolongó y, con sus dos legiones de voluntarios, se le ordenó llevar a cabo operaciones en Apulia, pero el dictador, Quinto Fabio Máximo, le mandó ir a Benevento. 
En el momento mismo en que llegó allí, Hannón, con un gran ejército, llegaba de Brucio, pero demasiado tarde, ya que el lugar había sido ya ocupado por Graco. Cuando éste supo que Hannón había instalado su campamento en el río Cator, y hacía estragos y asolando la comarca, marchó sobre él, y se alojó a una corta distancia del enemigo. Sus voluntarios, que habían servido con la esperanza de quedar en libertad, comenzaron a murmurar, pero como él tenía plenos poderes del Senado para actuar como creyera conveniente, reunió a los soldados, y sabiamente proclamó su libertad. 
Este acto generoso creó tal entusiasmo entre los hombres, que era difícil evitar que atacaran al enemigo inmediatamente. Pero a la mañana siguiente, al amanecer, se cumplió con su demanda. Hannón aceptó el combate. La denominada Batalla de Benevento fue muy intensa, y se prolongó durante varias horas, pero la pérdida de los cartagineses fue tan grande, que Hannón, con su caballería, se vio obligado a huir. 
Después de la batalla, Graco regresó con su ejército a Benevento, donde sus ciudadanos los recibieron con entusiasmo y celebraron el acontecimiento con alegría. Graco, después realizó una pintura de estas alegres escenas y la dedicó en el templo de Libertas en el Aventino, que había sido construido por su padre.

## Segundo consulado y muerte
Al final del año fue elegido cónsul en ausencia por segunda vez para el año 213 a. C., con Quinto Fabio Máximo. Tuvo que llevar la guerra en Lucania, donde luchó en varios compromisos de menor importancia y tomó algunas de las ciudades menos importantes del país, pero como pareció conveniente que los cónsules dejaran el mando de sus ejércitos, Graco recibió la orden de nombrar a un dictador para celebrar los comicios. Nombró a Cayo Claudio Centón. 
En 212 a. C. los cónsules le ordenaron dejar Lucania y de nuevo establecer su campamento en Benevento. Pero antes de que esto ocurriera Graco fue traicionado por Flavio, un lucano, y muerto a manos del cartaginés Magón. 
Según la mayoría de los relatos, cayó en combate con Magón, en Campi Veteres, en Lucania, y su cuerpo fue enviado a Aníbal, que lo honró con un entierro magnífico. Tito Livio registra diferentes versiones respecto a su muerte y entierro, pero añade la observación de que ninguna merece crédito.